# جميرا

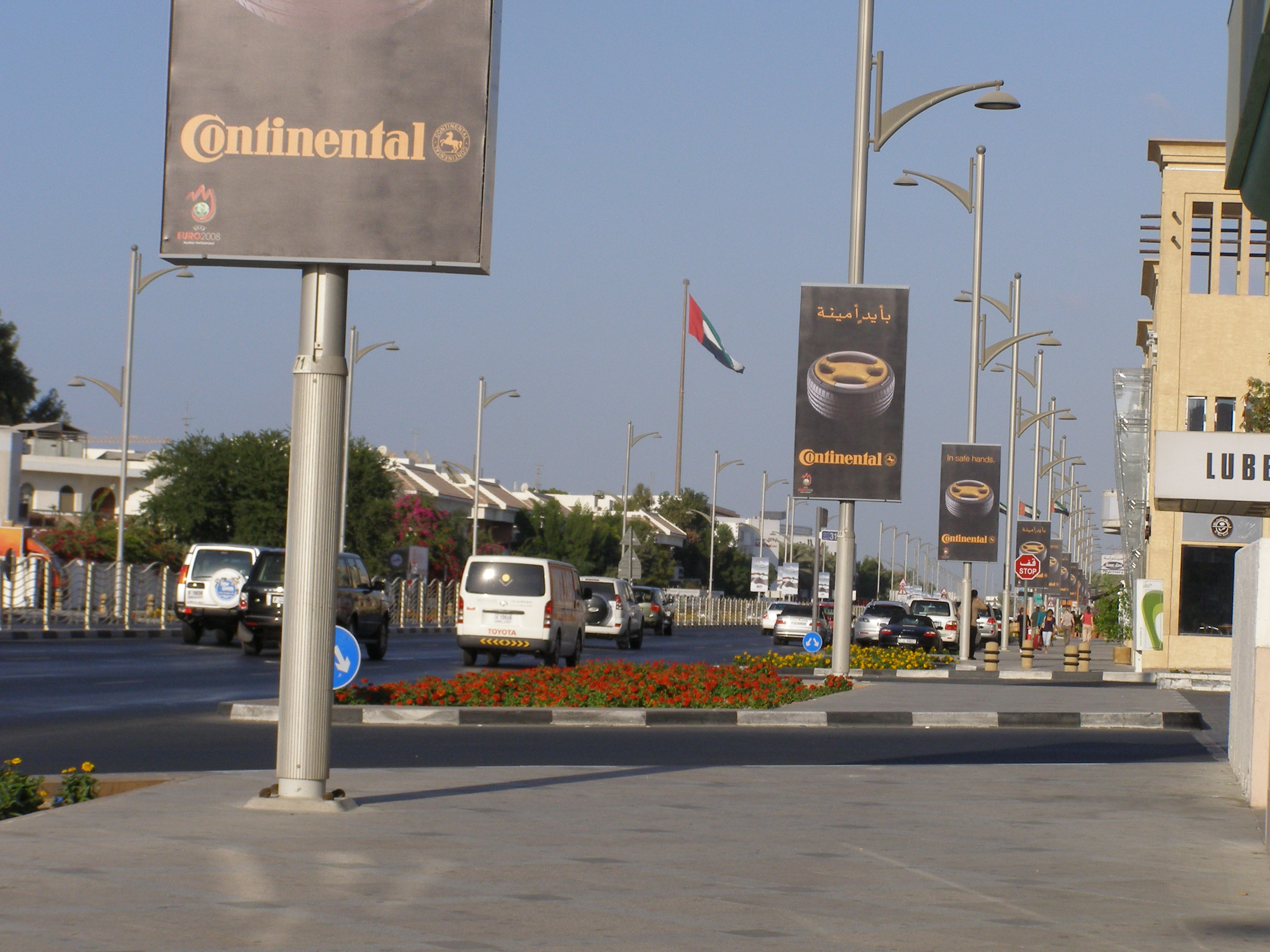
شارع الشاطئ في حي جميرا

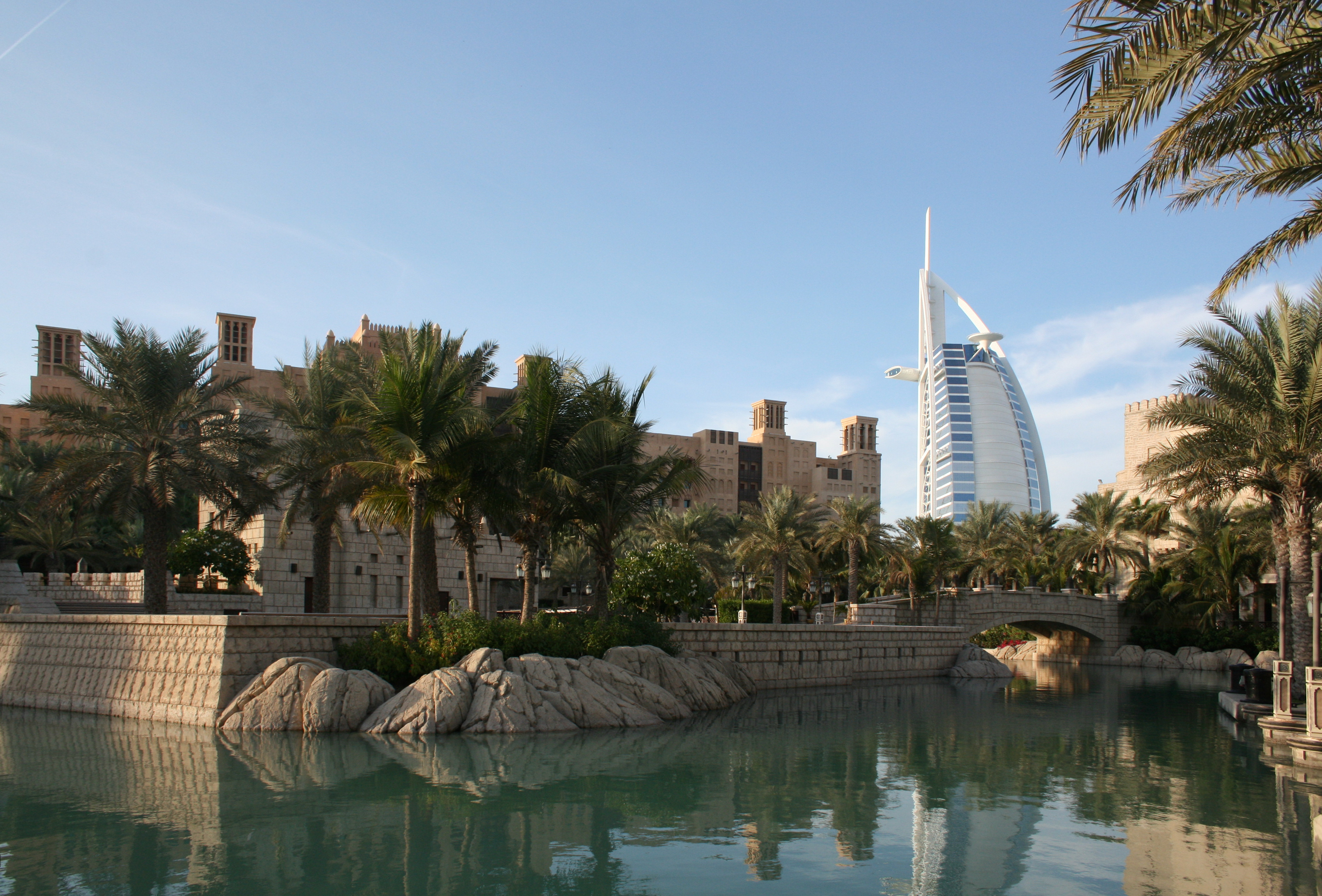
مدينة الجميرة، دبي، الإمارات العربية المتحدة.

جميرا حي من أحياء مدينة دبي بدولة الإمارات العربية المتحدة، يقع في جزء من دبي يعرف ببر دبي. وجميرا أحد أحياء دبي القديمة الراقية يمر عبره شارع الشاطئ أو شارع جميرا، ومن أبرز معالمه الدينية والسياحية هو مسجد جميرا.
يمتاز هذا الحي بعدم ارتفاع المباني فيه وتكثر فيه المقاهي والمطاعم والعيادات الخاصة وبعض من مراكز التسوق الأنيقة مثل ميركاتو، وتاون سنتر جميرا، ومركز الشاطئ. وقد كان هذا الحي سابقاً قرية للصيادين، الذين عند عودنهم من صيد السمك ليلاً تتراءى لهم أضواء قريتهم وكأنها جمرات من نار تدلهم إلى طريق الأمان. وهكذا اطلقوا عليها اسم جميرة. وقد اكتشف فيها آثار تعود لعصر الخلافة الأموية تدل على ازدهار هذه المنطقة بحرياً وتجارياً. حيث أن الآثار تدل على أهمية المركز الأموي في جميرا.

## الموقع
تقع جميرا في بر دبي، على بعد 10 دقائق بالسيارة من وسط مدينة دبي ،و يبعد شارع الشيخ زايد الذي يربط المنطقة بجميع أنحاء الإمارة الأخرى حوالي 10-15 دقيقة،كما يقع مطار دبي الدولي على بعد 30 دقيقة بالسيارة عبر شارع الخيل

## الشاطئ
شاطئ جميرا (جميرا بيتش) هو ممتد من الشمال إلى الجنوب في دبي وهو جزء مهم من مدينة دبي ويعتبر شريانها الأكبر
يقع شاطئ دبي المفتوح بالقرب من برج العرب على امتداد كورنيش جميرا، .وهو شاطئ مجاني يضم العديد من المنتجعات يوفر ملاعب لكرة القدم و كرة القدم الشاطئية وكرة الطائرة الشاطئية، و مضمار للدراجات الهوائية ومضمار للجري والمشي.
ويوجد فيه مدينة الجميرا التي تشمل عدة منتجعات مثل منتجع ميناء السلام، وفندق القصر وفندق دار المصيف، وحديقة وايلد وادي المائية.
يقع على شاطئ جميرا أضا فندق (برج العرب الشهير، وفندق جميرا بيتش والذي تكثر فيه المطاعم والحانات الأجنبية لكثرة وجود السياح الأجانب على شواطئ جميرا، وفنادق أخرى.